# Gustavo Testa
Gustavo Testa (ur. 28 lipca 1886 w Boltierre, zm. 28 lutego 1969 w Rzymie) – włoski duchowny katolicki, dyplomata, wysoki urzędnik Kurii Rzymskiej, kardynał.

## Życiorys
Kształcił się na uczelniach w Rzymie. Do kapłaństwa ordynowany 28 października 1910 w rodzinnej diecezji Bergamo. Po ukończeniu studiów pracował duszpastersko, a także jako wykładowca seminarium w Bergamo. Od 1920 rozpoczął pracę w Kurii, w Sekretariacie Stanu. W latach 1920–1923 sekretarz nuncjatury w Austrii. W 1921 otrzymał tytuł prywatnego szambelana Jego Świątobliwości. W latach 1923–1924 był papieskim wysłannikiem do Zagłębia Ruhry i Saary. Do roku 1934 pracował w nuncjaturach w Peru, Bawarii i Włoszech.
4 czerwca 1934 został mianowany tytularnym arcybiskupem Amasei i delegatem apostolskim do takich krajów jak: Egipt, Arabia, Erytrea, Abisynia i Palestyna. Sakrę w katedrze w Bergammo otrzymał z rąk kardynała Alfreda Schustera, arcybiskupa Mediolanu. Jednym ze współkonsekratorów był Angelo Giuseppe Roncalli, przyszły papież Jan XXIII, bliski przyjaciel Testy przez ponad pół wieku. W latach późniejszych był delegatem do Jerozolimy, Palestyny, Transjordanii i Cypru (od 1948) i Szwajcarii (od 1953). W 1959 mianowany kardynałem prezbiterem S. Girolamo dei Croati. Jako legat papieski brał udział w międzynarodowym kongresie eucharystycznym w Monachium w 1960. Od 1961 przewodził komisji ds. Administracji Stolicy Świętej. Rok później mianowany również sekretarzem Świętej Kongregacji ds. Kościołów Wschodnich. Brał udział w konklawe 1963. Od 1967 tytuł sekretarza zmieniono na prefekta. Ze swych funkcji zrezygnował w 1968. Zmarł po długiej chorobie w swej rzymskiej rezydencji. Pochowany w Bergamo.